# Rozengeur & Wodka Lime
Rozengeur & Wodka Lime – holenderski serial obyczajowy stworzony przez Karin van der Meer i Michaela Belderinka. Na podstawie serialu powstał polski serial pt. Klub szalonych dziewic.
Światowa premiera serialu miała miejsce 2 września 2001 roku na holenderskim kanale RTL 4. Po raz ostatni serial pojawił się 25 czerwca 2006 roku na kanale Talpa.

## Obsada
- Alwien Tulner jako Finette van Aspen (2001-2002,2004)
- Isa Hoes jako Catharina Donkersloot
- Medina Schuurman jako Donna de la Fuentera
- Ghislaine Pierie jako Babette van Woensel
- Yvon Jaspers jako Robin Theysse #1 (2002-2003)
- Nienke Römer jako Robin Theysse #2 (2003-2005)
- Ellemijn Veldhuijzen van Zanten jako Eva de Ridder (2005)
- Inez de Bruijn jako Alex van Mierlo (2006)
- Peggy Vrijens jako Fleur van Aspen (2001-2002)
- Chris Tates jako Adriaan Schwartz (2001-2002)
- Farida van den Stoom jako Carmen Terborgh (2001-2002)
- Margo Dames jako Corine Schwartz-Stading (2002)
- Daan Schuurmans jako Frank Boersma (2001-2003)
- Evert van der Meulen jako Jasper Groenhuysen

i inni